# Церковь Илии Пророка (Белозерск)
Це́рковь Илии́ Проро́ка (Ильи́нская це́рковь) — деревянная православная церковь ярусного типа, возведённая в городе Белозерске Вологодской области в 1690—1696 годах и освящённая в честь святого пророка Илии. Объект культурного наследия России федерального значения.

## Описание
Ильинская церковь расположена в Белозерске на улице Шукшина, дом 21. Является единственной сохранившейся деревянной церковью Белозерска и относится к очень распространённому в конце XVII — начале XVIII веков типу деревянных церквей — ярусному.
Здание церкви состоит из двух помещений: собственно храма и трапезной, заключённых в плане в единый прямоугольник стен, вытянутый по оси восток-запад. Угловая врубка стен храма и трапезной выполнена «в обло». С востока к храму примыкает пятигранный алтарный прируб (апсида), а с запада — прямоугольный сруб притвора, рубленный «в лапу».
Объём церкви состоит из нескольких ярусов. Первый ярус — крупный почти равносторонний куб-четверик c повалом. Второй ярус — низкий широкий четверик. Третий ярус — восьмерик. От других подобных храмов Ильинская церковь отличается наличием четверика во втором ярусе. Ярусы имеют скатную кровлю, покрытую тёсом, окончания которого имеют форму усечённой пики. Стропильная кровля алтаря на пять скатов также тёсовая. Завершает композицию луковичная главка на круглом барабане. Главка и барабан покрыты лемехом. Подкровельные слеги были закрыты резными причелинами, проходящими по краю каждой кровли. Стыки причелин были защищены «полотенцами». Крыша западной паперти устроена аналогичным образом.
Три окна расположены в апсиде, три окна — в основном четверике на уровне второго света и по паре оконных проёмов — в фасадах трапезной. Окна апсиды — косящатого типа — расположены в восточной, северной и южной стенах и оформлены незамысловатыми наличниками в виде массивных широких колод с резными козырьками. На окнах установлены кубоватые решётки. Окна четверика небольшие, устроены в западной стене, центральное окно сдвоенное. В позднее время (XVIII—XIX вв.) в основном четверике были прорублены большие окна, которые однако в ходе реставрации 1970-х годов были заделаны.

## Интерьер
В храме сохранились предметы интерьера XVII—XVIII веков: каменный престол, иконостас, живопись на брёвнах свода, небо шатровой конструкции и расписная портальная арка.
Небо устроено в виде квадратной рамы, от которой рубленый свод шатром опускается к стенам четверика. Первоначально небо было расписано темперой прямо по дереву. Известно, что в куполе был изображён Спас Вседержитель, а на восточной грани — Распятие с предстоящими. В конце XVIII века века небо было затянуто холстами, выполненными в смешанной технике темперы с маслом.
Также живопись присутствовала на раме проёма в трапезную и на брёвнах наката храма. Они были покрыты растительным орнаментальным узором, выполненным красной, черной и белой краской в духе жизнерадостной народной росписи:

Живопись рамы портала уникальна. Это искусно выполненная роспись в виде многоцветного растительного орнамента. Подобными узорами украшали прялки, туески, сани, встречаются они и в других произведениях народного творчества. В этой росписи орнамент показывает изысканный вкус исполнителя, насыщенную цветовую гамму и переплетается с элементами деревянной архитектуры.

В храме был устроен тябловый иконостас c царскими вратами резной, орнаментальной работы. Специалисты считают, что роспись икон храма в технике темперной живописи выполнили в XVII веке братья Михаил и Дмитрий Белозерцы. В 1957 году по распоряжению Вологодского областного управления культуры 147 предметов (141 икону и 6 предметов иконостасной рамы) были переданы в фонды Кирилло-Белозерского музея-заповедника, что было связано с закрытием в это время Белозерского музея и угрозой для сохранности икон, которые не стояли на учёте и никак не охранялись. Часть из них сейчас демонстрируется в экспозиции «Древнерусское искусство XV—XVII веков» в Архимандричьем корпусе.

## История
Ильинская церковь была выстроена в 1690—1696 годах на западной окраине Белозерска на месте более древнего шатрового храма, «от многолетия обветшавшего», о котором есть сведения в Дозорной книге 1617—1618 годов:

На Беле ж озере на посаде за городом на Житной площадке… церковь святого пророка Ильи да придел Покров Пречистые Богородицы, вверх шатром, храм ружнои. А в церкве деисус, а в нем 7 образов… На колоколнице 2 колокола, весу в них 5 пуд. Строено мирское.

Церковь использовалась как летняя (холодная) церковь. В зимнее время службы проходили в соседнем храме — церкви Покрова Пресвятой Богородицы. Колокольня у нового Ильинского храма отсутствовала. К. И. Козлов предполагает, что у Ильинского храма и предшественника каменной Покровской церкви была общая отдельно стоящая колокольня, так что этот комплекс представлял собой типичный образец северного погоста-тройника.
К началу XX века здание дошло в искажённом виде: сруб был обшит тёсом, в основном четверике были прорублены большие окна, в покрытии главки лемех сменился железом.
В 1962—1968 годах церковь реставрировалась по проекту Е. А. Черникова под научным руководством Б. В. Гнедовского. В ходе реставрации четверик, трапезная и апсида были освобождены от поздней обшивки тёсом. На северном и южном фасадах четверика поздние окна были заделаны, а изначальные — волоковые, закрывавшиеся дощечкой изнутри, — восстановлены. Была сделана новая кровля, при этом восстановлены деревянные желоба-водостоки на деревянных консолях — «курицах», а главка снова была покрыта деревянным лемехом. Были заменены нижние венцы брёвен у четверика и трапезной. Реставрация не коснулась основных несущих конструкций церкви, их лишь стянули вертикальными брёвнами-стяжками. Отделка интерьера была сохранена лишь частично.
В 1974 году церковь была включена в список памятников культуры, подлежащих охране как памятники государственного значения.
В 1987—1995 годах художники-реставраторы О. А. Соколова и В. А. Митрофанов Вологодской СНРПМ выполнили реставрацию 56 икон храма.
В конце XX — начале XXI века здание церкви использовалось филиалом Белозерского историко-художественного музея. Здесь была организована экспозиция по истории и архитектуре Белозерска. На экспозиции были представлены реконструкции белозерского кремля, исторической части города и некоторых храмов (Успенского, Ивановского), выполненные М. П. Кудрявцевым и И. Г. Тимофеевой. Впоследствии экспозиция переведена в другое здание музея.
С 2008 года проводится новая реставрация церкви методом полной переборки. В 2009 году предметы интерьера были демонтированы. В 2010 году здание было разобрано. C 2012 года производится постепенная сборка храма. Также в 2012 году выполнялись консервационно-реставрационные работы живописи входной арки портала, брёвен наката и неба.